# Barón Kilkeel

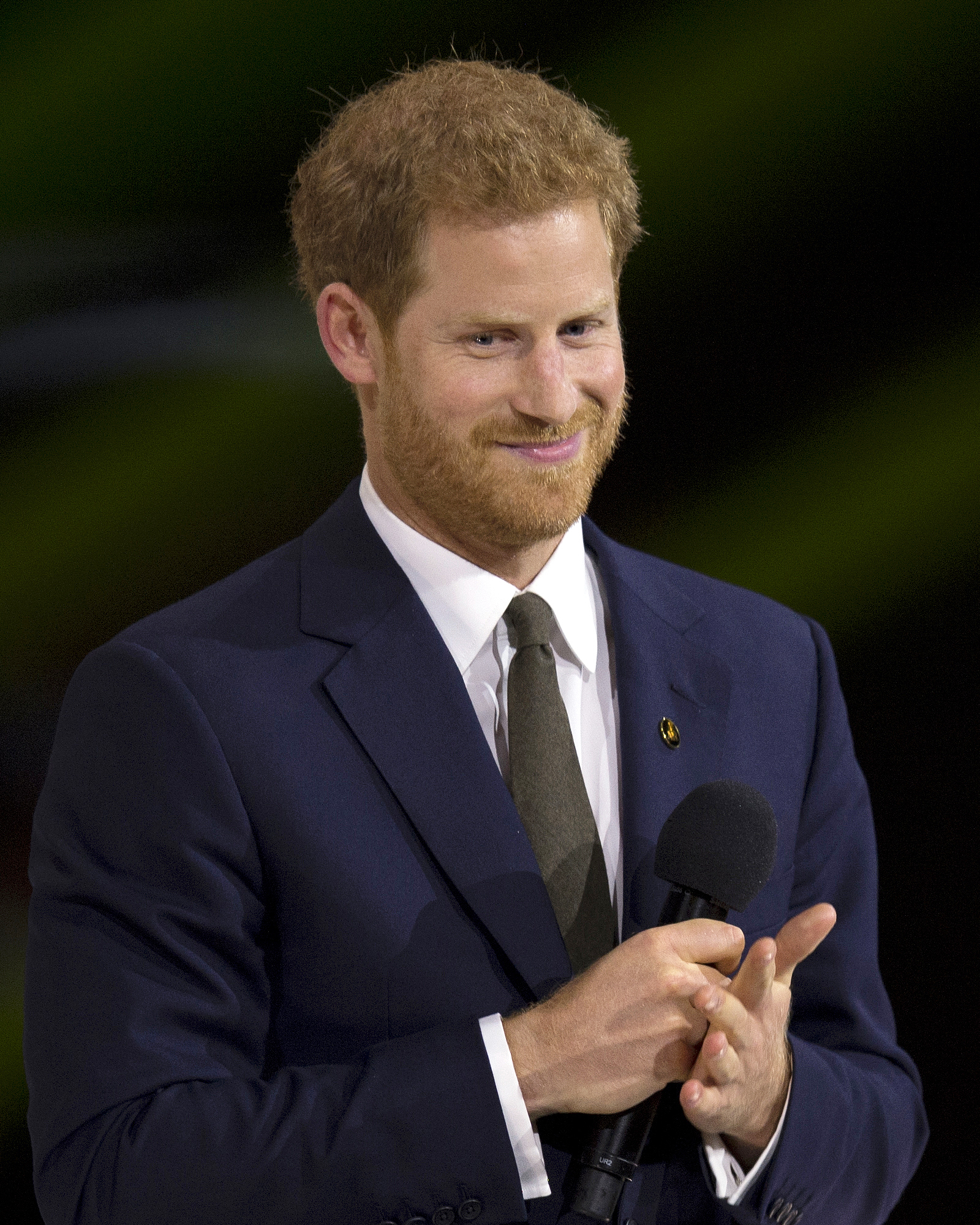
Príncipe Enrique, duque de Sussex, el primer y actual Barón Kilkeel

Barón Kilkeel es un título dedicado a la nobleza del Reino Unido. Fue creado el 19 de mayo de 2018 por la reina Isabel II como un título sustantivo para su nieto, el príncipe Enrique, duque de Sussex, con motivo de su matrimonio con Meghan Markle. Lleva el nombre de un pequeño puerto pesquero del condado de Kilkeel, que tiene una población de 6,887, en el Distrito de Newry, Mourne and Dowb en Irlanda del Norte. El mismo día, fue nombrado duque de Sussex y conde de Dumbarton. Tradicionalmente, el monarca otorga a los miembros masculinos de la familia real por lo menos un título el día de su boda. El título completo y la designación de la baronía es "Barón Kilkeel, de Kilkeel en el Condado de Down".

## Historia
Antes del 2018, no había existido un título de nobleza ligado a Kilkeel. Kilkeel  se encuentra en la histórica baronía de Mourne.  En la Edad Media se conocía como el centro de poder de los Mugdorna (Múrna, Mughdorna, Mourne), una tribu irlandesa. Se encuentra cerca de las Montañas de Mourne y se utiliza como una gran flota pesquera. La baronía fue creada para que el príncipe Enrique pudiera tener un título en Irlanda del Norte. El título de la baronía fue discutido entre la reina y el príncipe Enrique de manera privada; sin embargo, la reina eligió el título a otorgar de manera individual.